# 2762 Fowler
2762 Fowler (1981 AT) là một tiểu hành tinh vành đai chính được phát hiện ngày 14 tháng 1 năm 1981 bởi Bowell, E. ở Flagstaff (AM).